# Campeonato Paulista de Futebol de 1924
O Campeonato de Foot-Ball da Associação Paulista de Sports Athleticos de 1924 foi a 12.ª edição do campeonato organizado pela APEA, jogado pelos clubes paulistas filiados a esta associação.. É reconhecida como edição legítima do Campeonato Paulista de Futebol pela FPF.
Foi vencido pelo Sport Club Corinthians Paulista, que conquistou seu primeiro tricampeonato, ficando o Clube Atlético Paulistano com o vice.
Após uma punição dada a dois de seus atletas, após a derrota por 3 a 2 para o Brás Atlético Clube, o Palestra Itália abandonou o campeonato.
Ao fim do primeiro turno, AA das Palmeiras, Portuguesa e Brás A.C. terminaram empatadas na 7.ª posição, tendo que disputar um triangular de turno único para definir os 2 classificados ao segundo turno. A.A. das Palmeiras perdeu seus dois jogos e foi eliminada.

## Participantes
- Atlética das Palmeiras
- Braz
- Corinthians
- Germânia
- Internacional
- Palestra Itália
- Paulistano
- Portuguesa de Desportos
- Santos
- São Bento
- Syrio
- Ypiranga

## Regulamento
1.º turno: As 12 equipes jogam entre si em turno único. Os 8 melhores colocados disputam o segundo turno. Havendo empate, as equipes empatadas se enfrentam em turno único, e quem somar mais pontos passa até completar 8 classificados.
2.º turno: Os 8 melhores colocados do 1.º turno disputam o 2.º turno, jogando entre si, em turno único. Quem obtiver a maior pontuação com o somatório do pontos do 1.º e 2.º turno, será o campeão.

### Primeiro Turno
20/04/1924 Corinthians 5 x 1 Portuguesa
20/04/1924 Germânia 5 x 0 SC Internacional
20/04/1924 Ypiranga 7 x 1 AA das Palmeiras
21/04/1924 AA São Bento 4 x 1 Brás
21/04/1924 Sírio 7 x 4 Santos
21/04/1924 Paulistano 3 x 1 Palestra Itália
27/04/1924 Corinthians 3 x 2 Germânia
27/04/1924 Ypiranga 3 x 1 Portuguesa
27/04/1924 AA das Palmeiras 3 x 2 SC Internacional
03/05/1924 Paulistano 1 x 1 Santos
03/05/1924 AA São Bento 1 x 0 Sírio
03/05/1924 Brás 3 x 2 Palestra Itália *(Palestra abandona o campeonato na 2.º rodada)
04/05/1924 Ypiranga 2 x 0 Germânia
04/05/1924 AA das Palmeiras 0 x 1 Portuguesa
04/05/1924 Corinthians 6 x 2 SC Internacional
11/05/1924 Paulistano 3 x 2 AA São Bento
11/05/1924 Sírio 1 x 3 Brás
13/05/1924 AA das Palmeiras 2 x 7 Corinthians
13/05/1924 Germânia 1 x 2 Portuguesa
13/05/1924 Ypiranga 1 x 1 SC Internacional
18/05/1924 Paulistano 3 x 1 Brás
18/05/1924 Santos 1 x 1 AA São Bento
25/05/1924 Portuguesa 1 x 1 SC Internacional
25/05/1924 Ypiranga 0 x 2 Corinthians
25/05/1924 Germânia 2 x 1 AA das Palmeiras
01/06/1924 Santos 4 x 1 Brás
01/06/1924 Paulistano 2 x 2 Sírio
08/06/1924 Portuguesa 2 x 1 Sírio
08/06/1924 AA São Bento 0 x 1 Ypiranga
08/06/1924 Corinthians 6 x 1 Santos
15/06/1924 AA das Palmeiras 5 x 1 Brás
15/06/1924 Paulistano 2 x 0 SC Internacional
19/06/1924 AA das Palmeiras 2 x 3 AA São Bento
19/06/1924 Sírio 2 x 0 Corinthians
19/06/1924 Ypiranga 2 x 1 Santos
22/06/1924 Brás 2 x 2 Germânia
22/06/1924 Paulistano 2 x 1 Portuguesa
29/06/1924 AA São Bento 2 x 4 Germânia
29/06/1924 Ypiranga 0 x 0 Sírio
29/06/1924 AA das Palmeiras 2 x 0 Santos
17/08/1924 Corinthians 0 x 1 Paulistano
17/08/1924 Brás 2 x 1 SC Internacional
24/08/1924 SC Internacional 0 x 4 AA São Bento
24/08/1924 AA das Palmeiras 2 x 3 Sírio
24/08/1924 Santos 3 x 0 Germânia
31/08/1924 Portuguesa 2 x 2 Brás
31/08/1924 Ypiranga 2 x 1 Paulistano
14/09/1924 AA São Bento 4 x 2 Portuguesa
14/09/1924 Santos 7 x 0 SC Internacional
14/09/1924 Sírio 2 x 1 Germânia
21/09/1924 Corinthians 2 x 1 Brás
21/09/1924 Paulistano 2 x 3 AA das Palmeiras
28/09/1924 Santos 7 x 1 Portuguesa
28/09/1924 SC Internacional 1 x 1 Sírio
28/09/1924 Corinthians 0 x 2 AA São Bento
05/10/1924 Ypiranga 0 x 3 Brás
05/10/1924 Paulistano 3 x 0 Germânia
(Portuguesa, AA das Palmeiras e Brás terminaram empatados na 7° posição. houve um triangular para definir as equipes que passariam para o 2.º turno.)
12/10/1924 Portuguesa 3 x 2 AA das Palmeiras
19/10/1924 Brás 2 x 0 AA das Palmeiras
26/10/1924 Brás 5 x 5 Portuguesa
1. Brás              3
1. Portuguesa        3
3. AA das Palmeiras  0 eliminado

### Segundo Turno
12/10/1924 Santos 2 x 0 Corinthians
12/10/1924 Sírio 3 x 1 AA São Bento
19/10/1924 Paulistano 5 x 0 Ypiranga
19/10/1924 AA São Bento 4 x 2 Santos
26/10/1924 Corinthians 1 x 0 Ypiranga
26/10/1924 Sírio 0 x 1 Paulistano
23/11/1924 Brás 0 x 2 Paulistano
23/11/1924 Ypiranga 0 x 1 AA São Bento
23/11/1924 Portuguesa 2 x 4 Corinthians
23/11/1924 Santos 2 x 2 Sírio
30/11/1924 Portuguesa 1 x 5 Ypiranga
30/11/1924 Brás 2 x 2 Sírio
30/11/1924 Santos 1 x 0 Paulistano
30/11/1924 Corinthians 0 x 0 AA São Bento
14/12/1924 Brás 3 x 6 Corinthians
14/12/1924 Santos 5 x 2 Ypiranga
14/12/1924 AA São Bento 0 x 0 Paulistano
14/12/1924 Sírio 1 x 0 Portuguesa
28/12/1924 Brás 1 x 3 Ypiranga
28/12/1924 Corinthians 3 x 2 Sírio
28/12/1924 Portuguesa 1 x 3 Paulistano
04/01/1925 AA São Bento 0 x WO Portuguesa
04/01/1925 Santos 3 x 0 Brás
11/01/1925 Brás 1 x 1 AA São Bento
11/01/1925 Paulistano 0 x 1 Corinthians
11/01/1925 Santos 0 x WO Portuguesa
18/01/1925 Sírio 0 x 1 Ypiranga
| Campeão Paulista de 1924 |
| ------------------------ |
| CORINTHIANS (5º título)  |

## Classificação final
| Classificação - Final | Classificação - Final | Classificação - Final | Classificação - Final | Classificação - Final | Classificação - Final | Classificação - Final | Classificação - Final | Classificação - Final | Classificação - Final | Classificação - Final | Classificação - Final |
| Time | Time                  | PG                    | J                     | V                     | E                     | D                     | GP                    | GC                    | SG                    |                       |                       |
| --- | --------------------- | --------------------- | --------------------- | --------------------- | --------------------- | --------------------- | --------------------- | --------------------- | --------------------- | --------------------- | --------------------- |
| 1 | Corinthians           | 25                    | 17                    | 12                    | 1                     | 4                     | 46                    | 23                    | 23                    |                       |                       |
| 2 | Paulistano            | 23                    | 17                    | 10                    | 3                     | 4                     | 31                    | 15                    | 16                    |                       |                       |
| 3 | São Bento             | 22                    | 17                    | 9                     | 4                     | 4                     | 30                    | 20                    | 10                    |                       |                       |
| 4 | Santos                | 21                    | 17                    | 9                     | 3                     | 5                     | 44                    | 29                    | 15                    |                       |                       |
| 5 | Ypiranga              | 20                    | 17                    | 9                     | 2                     | 6                     | 29                    | 24                    | 5                     |                       |                       |
| 6 | Sírio                 | 17                    | 17                    | 6                     | 5                     | 6                     | 29                    | 26                    | 3                     |                       |                       |
| 7 | Braz                  | 13                    | 18                    | 4                     | 5                     | 9                     | 31                    | 46                    | - 15                  |                       |                       |
| 8 | Portuguesa            | 11                    | 18                    | 4                     | 3                     | 11                    | 26                    | 46                    | - 20                  |                       |                       |
| 9 | AA das Palmeiras      | 8                     | 12                    | 4                     | 0                     | 8                     | 23                    | 33                    | - 10                  |                       |                       |
| 10 | Germânia              | 7                     | 10                    | 3                     | 1                     | 6                     | 17                    | 20                    | - 3                   |                       |                       |
| 11 | Internacional         | 3                     | 10                    | 0                     | 3                     | 7                     | 8                     | 32                    | - 24                  |                       |                       |
| 12 | Palestra Itália*      | 0                     | 2                     | 0                     | 0                     | 2                     | 3                     | 6                     | - 3                   |                       |                       |
| PG - pontos ganhos; J - jogos; V - vitórias; E - empates; D - derrotas; GP - gols pró; GC - gols contra; SG - saldo de gols. * O Palestra Itália abandonou o campeonato na segunda rodada. |                       |                       |                       |                       |                       |                       |                       |                       |                       |                       |                       |